# 陸貽典
陸貽典（1617年—？），一名陸典。字敕先，號覲庵。藏書家。
少從钱谦益學詩，与馮班友好，冯班称他“今之端士”“下语多惊人”“咏情欲以喻札义”，是虞山詩派重要人物。《藏书纪事诗》称其为“新城令君之才子，汲古季子之妇翁。东涧老人之高足，其友则大冯小冯。”三次校勘《乐府诗集》。康熙二十三年（1683年），尚在人世。毛扆是他的女婿，二人常一起校书。